# Nati nel 1931/Senza giorno specificato
| Questa pagina contiene informazioni ricavate automaticamente dalle voci biografiche con l'ausilio del template Bio e di un bot. L'aggiornamento è periodico e automatico e ricostruisce completamente la pagina. Se manca una persona in questa lista, sei pregato di non aggiungerla, ma accertati piuttosto che la sua voce biografica contenga il template Bio e che i dati anagrafici siano correttamente compilati. Se il template Bio manca, inseriscilo tu stesso o, in alternativa, metti l'avviso {{tmp\|Bio}} che ne segnala la mancanza. Se i dati riportati sono sbagliati, correggi direttamente la voce biografica; le modifiche saranno visibili in questa lista entro pochi giorni. Per chiarimenti vedi il progetto biografie. La lista contiene solo le 88 persone che sono citate nell'enciclopedia e per le quali è stato implementato correttamente il template Bio. Pagina aggiornata al 2 lug 2025. |

- Abdirahman Ahmed Ali Tur, politico somalo († 2003)
- 'Abd al-Rahman bin 'Abd al-'Aziz Al Sa'ud, politico e imprenditore saudita († 2017)
- Muhammad Ali Taha, scrittore palestinese († 2011)
- Antonio Amendola, regista e attore italiano
- Helen Angwin, ex tennista australiana
- İsmet Atlı, lottatore turco († 2014)
- Abdul Wahid Aziz, sollevatore iracheno († 1982)
- Nereo Baliello, pallavolista, allenatore di pallavolo e dirigente sportivo italiano († 2023)
- Ralph Batchelor, biochimico e dirigente d'azienda britannico († 2021)
- Anatolij Belov, cestista sovietico
- Maria Bonghi Jovino, archeologa italiana
- Jan Burgert, cestista e allenatore di pallacanestro olandese († 2012)
- Yüksel Böke, cestista e nuotatore turco († 2016)
- Manuel Caño, regista e sceneggiatore spagnolo
- Kirin Chavanwong, ex cestista thailandese
- Renzo Cigoi, scrittore italiano
- David Cooper, psichiatra sudafricano († 1986)
- Ramiro Cortés, cestista uruguaiano († 1977)
- Aurelio Cortesi, architetto italiano († 2021)
- J. Michael Criley, medico statunitense
- Mario De Berardinis, pittore italiano († 1977)
- Lawrence Demmy, danzatore su ghiaccio britannico († 2016)
- Valiollah Fallahi, generale iraniano († 1981)
- Dino Felici, scultore italiano († 2002)
- Tony Flokas, cestista greco († 1985)
- Alexandru Fodor, cestista rumeno († 1984)
- Valentí Fàbrega, filologo classico, latinista e teologo spagnolo († 2024)
- Vladimir Gančev, cestista bulgaro († 2011)
- Nerino Grassi, imprenditore italiano
- Lucia Guerrini, archeologa italiana († 1990)
- Vasile Kadar, cestista, allenatore di pallacanestro e arbitro di pallacanestro rumeno († 1994)
- George Kateb, filosofo statunitense
- Jean Keyrouz, sciatore alpino libanese († 2024)
- Yoshiyuki Kuwano, bibliotecario giapponese († 1998)
- Leopoldo La Rosa, organista, compositore e direttore d'orchestra peruviano († 2012)
- Gina Labriola, scrittrice e pittrice italiana († 2011)
- Muhammad Fazel Lankarani, religioso iraniano († 2007)
- Franco Lastraioli, pittore italiano
- Danuta Lipowska, ex cestista polacca
- Chufo Lloréns, scrittore spagnolo († 2025)
- Francesco Longo, sceneggiatore e regista italiano († 1995)
- Burton Mack, biblista e storico delle religioni statunitense († 2022)
- Nyandika Maiyoro, mezzofondista keniota († 2019)
- Laura Malvano, storica dell'arte italiana († 2010)
- Iela Mari, disegnatrice e scrittrice italiana († 2014)
- Mario Maschio, batterista italiano († 2013)
- Ambrogio Mauri, imprenditore italiano († 1997)
- Luis Morales, schermidore e dirigente sportivo cubano († 1976)
- Moy Lin-shin, monaco taoista cinese († 1998)
- Mut'ib bin 'Abd al-'Aziz Al Sa'ud, principe, politico e imprenditore saudita († 2019)
- Tião Neto, contrabbassista brasiliano († 2001)
- Tomimaru Okuni, astronomo giapponese
- Rossana Ombres, poetessa, scrittrice e giornalista italiana († 2009)
- Marina Papaelia, modella egiziana
- Laura Piña, ex cestista cilena
- Francesco Putti, maratoneta italiano († 2016)
- Kruno Radiljević, calciatore jugoslavo († 1990)
- Dušan Radojčić, cestista e allenatore di pallacanestro jugoslavo († 1999)
- Anahita Ratebzad, politica afghana († 2014)
- Eduardo Rescigno, musicologo, scrittore e commediografo italiano
- Giuseppe Rolando, regista e sceneggiatore italiano
- Óscar Guillermo Rossi, calciatore argentino († 1957)
- Vincenzo Rotolo, grecista e bizantinista italiano
- Anna Sharkey, attrice britannica († 2019)
- Ted Simon, giornalista britannico
- Amedeo Sollazzo, sceneggiatore italiano († 1971)
- Antonio Spagnuolo, medico, poeta e saggista italiano
- Giannīs Spanoudakīs, cestista e allenatore di pallacanestro greco († 2010)
- Silvana Stefanini, attrice italiana
- Joe Stratton, cestista statunitense
- Cemal Süreya, poeta e scrittore turco († 1990)
- Wanchai Suvaree, calciatore thailandese († 1998)
- Irén Szekendi, ex cestista ungherese
- Haşim Tankut, ex cestista, nuotatore e pallanuotista turco
- Jurij Teplov, ex pallanuotista sovietico
- Hanoi Hannah, conduttrice radiofonica vietnamita († 2016)
- László Tóth, cestista ungherese († 2022)
- Willem Verloren Van Themaat, linguista, esperantista e traduttore olandese († 1996)
- Umberto Viale, politico italiano († 1969)
- Antonio Villamor, ex cestista filippino
- Jean Westwood, danzatrice su ghiaccio britannica († 2022)
- Louis Wolfson, scrittore statunitense
- Yeo Gek Huat, ex cestista singaporiano
- Alfredo Zardini, italiano († 1971)
- İbrahim Zengin, lottatore turco († 2013)
- Alberto Zilocchi, pittore italiano († 1991)
- Humayd IV bin Rashid al-Nu'aymi, sovrano emiratino
- Abd Allah bin Abd al-Aziz bin Musa'ed bin Jiluwi Al Sa'ud, principe e politico saudita († 2015)